# Novodinia clarki
Novodinia clarki is een zeester uit de familie Brisingidae.
De wetenschappelijke naam van de soort werd, als Odinia clarki, in 1909 gepubliceerd door René Koehler. De beschrijving was gebaseerd op materiaal dat bestond uit vier centrale schijven, voor een deel met de armen eraan, en een aantal losse armen. Het was opgehaald van een diepte van 459 vadem (839 meter) op een positie van 6°57'N, 72°53,5'O in de Indische Oceaan, tijdens een onderzoeksexpeditie met het Indische onderzoeksvaartuig Investigator (bemonsteringsstation 217). Koehler vernoemde de soort naar de zoöloog Hubert Lyman Clark.